# Трофей Брэндс-Хэтча
Трофей Брэндс-Хэтча — автоспортивное соревнование, проводившееся на одноимённом автодроме в Великобритании.

## Общая информация
Первый автомарафон в Брэндс-Хэтче прошёл в 1966 году, как незачётная гонка Чемпионата мира среди спортпрототипов. Гонку, чья длительность была установлена на отметке в 500 миль, выиграл британо-американский экипаж Дэвид Пайпер / Боб Бондюрант на AC Cobra.
На следующий год этап был включён в календарь мирового первенства как полноценное соревнование, титульным спонсором гонки стала компания BOAC. Максимальная продолжительность гоночного заезда была дополнительно ограничена временным интервалом в шесть часов. Со временем рост скоростей техники чемпионата мира привёл к тому, что за шесть часов лучшие пилоты наматывали по кольцу уже куда более пятисот миль и название гонки постепенно стало лишь подчёркивать первый формат гонки, а не её нынешнюю длительность. В 1970-м году этот момент был исправлен: был снят временной лимит, а длительность гонки увеличена до тысячи километров. Соответственно изменилось и официальное название этапа.
С ростом уровня серии для многих трасс были ужесточены требования по вместимости зоны боксов. Владельцы автодрома в Брэндс-Хэтче, дабы полностью соответствовать регламенту, вынуждены были в какой-то момент отказаться от проведения у себя полноценного этапа, не принимая у себя младшие классы чемпионата мира и проводя гонку лишь для спортпрототипы.
В 1973 году этап выбыл из календаря серии, не найдя финансирования на проведения соревнования. Через год Брэндс-Хэтч. при поддержке British Airways вернулся в календарь чемпионата мира, чтобы провести лишь один этап, поскольку вскоре трасса ушла на реконструкцию.
Новое возвращение в календарь состоялось в 1977 году, однако как часть несколько иного первенства — Чемпионата мира среди марок. Организаторы вернулись к привычному шестичасовому формату гоночного заезда. В 1978 году чемпионат мира вновь стал единым и места в его календаре Брэндс-Хэтчу сразу не нашлось и десятый автомарафон прошёл лишь в 1979 году.
Новое возвращение стало самым долгим: гонка без перерыва проводилась следующие одиннадцать лет, из них восемь лет (с 1981 по 1988 год) гонщики преодолевали тысячекилометровую дистанцию в ходе основного заезда. В 1989 году этап был проведён в последний раз; изменённый регламент серии значительно укоротил длительность гонки — экипажу Sauber Mercedes C9, финишировавшему первым, пришлось преодолеть лишь 480 километров.
В дальнейшем гонки на выносливость и соревнования спортпрототипов ещё не раз возвращались в Великобританию, но Брэндс-Хэтч каждый раз проигрывал гонку за организацию соревнования Сильверстоуну и Донингтон Парку.

## Победители прошлых лет
| Сезон           | Экипаж                                 | Команда                        | Машина                  |
| 500 миль        | 500 миль                               | 500 миль                       | 500 миль                |
| --------------- | -------------------------------------- | ------------------------------ | ----------------------- |
| 1966            | Дэвид Пайпер Боб Бондюрант             | The Chequered Flag             | AC Cobra                |
| 6 часов         |                                        |                                |                         |
| 1967            | Майк Спенс Фил Хилл                    | Chaparral Cars Inc.            | Chaparral 2F-Chevrolet  |
| 1968            | Брайан Редман Жаки Икс                 | J.W. Automotive                | Ford GT40 Mk.I          |
| 1969            | Брайан Редман Йо Зифферт               | Porsche System Engineering     | Porsche 908/02          |
| 1000 километров |                                        |                                |                         |
| 1970            | Педро Родригес Лео Киннунен            | J.W. Automotive Engineering    | Porsche 917K            |
| 1971            | Андреа де Адамик Анри Пескароло        | Autodelta SpA                  | Alfa Romeo T33/3        |
| 1972            | Марио Андретти Жаки Икс                | SpA Ferrari SEFAC              | Ferrari 312 PB          |
| 1974            | Жан-Пьер Бельтуаз Жан-Пьер Жарье       | Equipe Gitanes                 | Matra-Simca MS670C      |
| 6 часов         |                                        |                                |                         |
| 1977            | Жаки Икс Йохен Масс                    | Martini Racing                 | Porsche 935/77          |
| 1979            | Райнхольд Йост Фолкерт Мерль           | Joest Racing                   | Porsche 908/3 Turbo     |
| 1980            | Риккардо Патрезе Вальтер Рёрль         | Lancia Corse                   | Lancia Montecarlo Turbo |
| 1000 километров |                                        |                                |                         |
| 1981            | Гай Эдвардс Эмилио де Вильота          | Team Lola                      | Lola T600-Ford Cosworth |
| 1982            | Жаки Икс Дерек Белл                    | Rothmans Porsche               | Porsche 956             |
| 1983            | Дерек Уорик Джон Фицпатрик             | JDavid Porsche                 | Porsche 956             |
| 1984            | Джонатан Палмер Ян Ламмерс             | Canon Racing / GTi Engineering | Porsche 956             |
| 1985            | Ханс-Йоахим Штук Дерек Белл            | Rothmans Porsche               | Porsche 962C            |
| 1986            | Мауро Бальди Боб Воллек                | Liqui Moly Equipe              | Porsche 956 GTi         |
| 1987            | Рауль Бойзель Джон Нильсен             | Silk Cut Jaguar                | Jaguar XJR-8            |
| 1988            | Энди Уоллас Мартин Брандл Джон Нильсен | Silk Cut Jaguar                | Jaguar XJR-9            |
| 480 километров  |                                        |                                |                         |
| 1989            | Мауро Бальди Кенни Эйксон              | Team Sauber Mercedes           | Sauber C9-Mercedes      |